# Yūichi Itō
Yūichi Itō (japanisch 井藤 祐一 Itō Yūichi; * 6. August 1986 in Osaka) ist ein ehemaliger japanischer Tennisspieler.

## Karriere
Itō spielte zwischen 2002 und 2004 auf der ITF Junior Tour, wo er seine höchste Notierung mit Platz 286 erreichte.
Bei den Profis spielte Itō ab 2005, aber erst 2007 konnte er sich das erste Mal in den Top 1000 der Weltrangliste platzieren. Hauptsächlich spielte er bei Turnieren der drittklassigen ITF Future Tour, wo er in diesem Jahr im Einzel den ersten Titel gewann. Im Folgejahr gelang Itō die einzige Teilnahme an einem Turnier der ATP Tour, als er sich in Tokio durch die Qualifikation kämpfte, bevor er im Hauptfeld der Nummer 143 Joseph Sirianni unterlag. Die weiteren Future-Einzeltitel in seiner Karriere gewann Itō 2009, 2010 und 2013, was gleichzeitig auch seine erfolgreichsten Jahre waren, da er diese in den Top 500 der Rangliste abschließen konnte. Die höchste Platzierung erreichte er im Juli 2010 mit Rang 325. Außerhalb von Futures schaffte Itō 2014 seinen größten Erfolg beim Challenger in Burnie. Einzig dort kam er bei einem Turnier dieser Kategorie über die zweite Runde hinaus und erreichte das Halbfinale. Mit James Duckworth, der Nummer 142 besiegte beim Turnier seinen am höchsten notierten Gegenspieler.
Im Doppel war Itō ähnlich erfolgreich und kam im Juli 2013 bis auf Platz 328. Zwischen 2009 und 2016 war er bei elf Future-Turnieren erfolgreich. Bei Challengers bestritt er neben drei Halbfinals 2012 in Granby das einzige Finale auf diesem Niveau.
2019 beendete er seine Karriere.